# Коданёв, Михаил Николаевич
Михаил Николаевич Коданёв (род. 12 августа 1954, село Джепт, Коми АССР, РСФСР, СССР) — российский политик, бывший председатель партии «Либеральная Россия».

## Биография
Родился 12 августа 1954 года в селе Джепт Коми АССР. В 1981 году окончил Воронежский государственный медицинский институт, получив специальность врача-терапевта. Активно занимался каратэ, стал мастером спорта СССР, чемпионом СССР, входил в сборную команду СССР в начале 1980-х годов.
С начала 1990-х годов активно занимался политикой в Республике Коми. В 1995 году недолго состоял в партии «Демократический выбор России». Неоднократно выдвигал свою кандидатуру на региональных выборах, был избран депутатом Сыктывкарского муниципального Совета. В 1997 году участвовал в выборах главы Республики Коми, набрав 0 голосов, вторично баллотировался в 2001 году, но занял только шестое место с результатом 2,01 % избирателей.
В начале 2000-х годов вошёл в состав политической партии «Либеральная Россия», финансируемой Борисом Березовским. После раскола в партии, возникшего из-за нежелания председателя партии Сергея Юшенкова получать в дальнейшем на политическую деятельность денежные средства от Березовского, Коданёв был избран председателем партии сторонниками продолжения союза с Березовским. 17 апреля 2003 года Юшенков, который считал подобное решение незаконным, был застрелен около своего подъезда.
19 июня 2003 года исполнители убийства Алексей Кулачинский и Игорь Киселёв были задержаны сотрудниками правоохранительных органов. 26 июня 2003 года Коданёв и его помощник Александр Винник были взяты под стражу в гостинице «Парма» в Кудымкаре. Следствием было доказано, что Коданёв, желая единолично возглавить партию «Либеральная Россия», за 50 тысяч долларов осуществил заказ убийства своего предшественника Сергея Юшенкова собственному помощнику Виннику. Винник же, взяв себе 30 тысяч долларов, через своего знакомого Киселёва нашёл исполнителя — наркомана Кулачинского, который и совершил убийство.
30 марта 2004 года Московский городской суд признал всех обвиняемых виновными в убийстве Юшенкова и приговорил: Коданёва и Кулачинского — к 20, Киселёва — к 11, а Винника — к 10 годам лишения свободы с отбыванием наказания в колонии строгого режима. При этом обвинение требовало для Коданёва и Кулачинского пожизненного лишения свободы.
В 2012 году в своём интервью журналистам телеканала «Россия-1» он заявил, что на самом деле заказ на убийство Юшенкова дали ему Борис Березовский и Бадри Патаркацишвили. Своё девятилетнее молчание Коданёв объяснил тем, что Березовский обещал ему три миллиона долларов и денежное содержание его семьи, но обещанного практически не получил.
В мае 2018 года Верховный суд Мордовии удовлетворил ходатайство об условно-досрочном освобождении Коданёва.